# Antwerp FC in het seizoen 2011/12
Hieronder vindt men de ploegsamenstellingen en de transfers van Antwerp FC in het seizoen 2011-2012.

## Spelerskern
| No.           | Naam                           | Nationaliteit | Geboortedatum    |
| ------------- | ------------------------------ | ------------- | ---------------- |
| Keepers       |                                |               |                  |
| 1             | Kevin Wauthy                   | België        | 25 augustus 1983 |
| 31            | Jeroen Hofmans                 | België        | 23 oktober 1993  |
| 21            | Théo Defourny                  | België        | 25 april 1992    |
| ??            | Sten Vandenbossche             | België        | 30 januari 1992  |
| Verdedigers   |                                |               |                  |
| 2             | Thomas Phibel                  | Frankrijk     | 21 mei 1986      |
| 3             | Romeo Van Dessel               | België        | 9 april 1989     |
| 6             | Karel De Smet                  | België        | 21 augustus 1980 |
| 14            | Zinho Chergui                  | België        | 17 december 1983 |
| 17            | Denis Viane                    | België        | 2 oktober 1977   |
| 43            | Marvin Peersman                | België        | 10 februari 1991 |
| ??            | George Blay                    | België        | 7 augustus 1980  |
| ??            | Jari Verhaegen                 | België        | 1 oktober 1993   |
| ??            | Lee Colin                      | België        | 26 mei 1994      |
| ??            | Gianni Leemans                 | België        | 23 februari 1993 |
| Middenvelders |                                |               |                  |
| 4             | Andrei Ionescu                 | Roemenië      | 29 maart 1988    |
| 7             | Wouter Smeets                  | België        | 23 april 1991    |
| 8             | Benjamin Lambot                | België        | 2 mei 1987       |
| ??            | Bruno Alexandre Silva Carvalho | Portugal      | 10 maart 1986    |
| 20            | Guy Dufour                     | België        | 14 maart 1987    |
| 22            | Christopher Meyers             | België        | 21 december 1990 |
| 26            | Michaël Van Geele              | België        | 1 augustus 1986  |
| 27            | Franky Pelgrims                | België        | 30 mei 1990      |
| 30            | Niels Martin                   | België        | 20 juni 1991     |
| ??            | Jordi Nijs                     | België        | 16 april 1992    |
| Aanvallers    |                                |               |                  |
| 15            | Tosin Dosunmu                  | Nigeria       | 15 juli 1980     |
| 18            | Varin Metha                    | India         | 30 maart 1990    |
| 99            | Omar Diouck                    | Senegal       | 9 november 1994  |

## Transfers

### Zomer 2011

#### Uitgaand
- Saïd Abbou (A, naar Londerzeel SK)
- Kevin Baert (M, naar KV Oostende)
- Thomas De Corte (V, naar AGOVV Apeldoorn)
- Emmerik De Vriese (A, naar Oud-Heverlee Leuven)
- Alexandre Di Gregorio (A, naar KVK Tienen)
- Stavros Glouftsis (A, naar Sportkring Sint-Niklaas)
- Yens Peeters (A, naar Cappellen FC)
- Bart Van Zundert (V, naar Cappellen FC)
- Jasper Vermeerbergen (V, naar Cappellen FC)
- Jef Vogels (V, naar AA Gent)
- Kerem Zevne (M, naar KV Turnhout)

#### Contract stopgezet
- Audry Diansangu (A)
- Giovanni Fedorow (M)
- Ferhat Kaya (D)
- Washily Tshibasu (M)

#### Inkomend
- Plaisir Bahamboula (A, komt over van FC Sochaux)
- George Blay (V, komt over van Unirea Urziceni)
- Prince Bobby (M, komt over van ROC de Charleroi-Marchienne)
- Zinou Chergui (V, geleend van KV Mechelen)
- Karel De Smet (V, komt over van KVK Tienen)
- Théo Defourny (D, komt over van Olympique Lyonnais)
- Oumar Diouck (A, komt over van Beerschot AC)
- Tosin Dosunmu (A, komt over van MVV Maastricht)
- Guy Dufour (M, komt over van Standard Luik)
- Antun Dunković (M, komt over van KV Mechelen)
- Andrei Ionescu (M, komt over van Steaua Boekarest)
- Christophe Meyers (M, komt over van K. Lierse SK)
- Wesley Pollemans (V, komt over van RBC Roosendaal)

### Winter 2012

#### Uitgaand
- Franky Pelgrims (M)

#### Contract stopgezet
- Antun Dunković (M)

#### Inkomend
- Bruno Alexandre Silva Carvalho (M/A, komt over van Atlético CP)
- John Cofie (A)

1895/96 · 1896/97 · 1897/98 · 1898/99 · 1899/00 · 1900/01 · 1901/02 · 1902/03 · 1903/04 · 1904/05 · 1905/06 · 1906/07 · 1907/08 · 1908/09 · 1909/10 · 1910/11 · 1911/12 · 1912/13 · 1913/14 · 1914/15 · 1915/16 · 1916/17 · 1917/18 · 1918/19 · 
1919/20 · 1920/21 · 1921/22 · 1922/23 · 1923/24 · 1924/25 · 1925/26 · 1926/27 · 1927/28 · 1928/29 · 1929/30 · 1930/31 · 1931/32 · 1932/33 · 1933/34 · 1934/35 · 1935/36 · 1936/37 · 1937/38 · 1938/39 · 1939/40 · 1940/41 · 1941/42 · 1942/43 · 1943/44 · 1944/45 · 1945/46 · 1946/47 · 1947/48 · 1948/49 · 1949/50 · 1950/51 · 1951/52 · 1952/53 · 1953/54 · 1954/55 · 1955/56 · 1956/57 · 1957/58 · 1958/59 · 1959/60 · 1960/61 · 1961/62 · 1962/63 · 1963/64 · 1964/65 · 1965/66 · 1966/67 · 1967/68 · 1968/69 · 1969/70 · 1970/71 · 1971/72 · 1972/73 · 1973/74 · 1974/75 · 1975/76 · 1976/77 · 1977/78 · 1978/79 · 1979/80 · 1980/81 · 1981/82 · 1982/83 · 1983/84 · 1984/85 · 1985/86 · 1986/87 · 1987/88 · 1988/89 · 1989/90 · 1990/91 · 1991/92 · 1992/93 · 1993/94 · 1994/95 · 1995/96 · 1996/97 · 1997/98 · 1998/99 · 1999/00 · 2000/01 · 2001/02 · 2002/03 · 2003/04 · 2004/05 · 2005/06 · 2006/07 · 2007/08 · 2008/09 · 2009/10 · 2010/11 · 2011/12 · 2012/13 · 2013/14 · 2014/15 · 2015/16 · 2016/17 · 2017/18 · 2018/19 · 2019/20 · 2020/21 · 2021/22 · 2022/23 · 2023/24 · 2024/25 · 2025/26